# Yên Lập, Tuyên Quang
Yên Lập là một xã thuộc tỉnh Tuyên Quang, Việt Nam.
Xã có diện tích 69,91 km², dân số năm 1999 là 5951 người, mật độ dân số đạt 85 người/km².